# فيرمين لوبيز
فيرمين لوبيز مارين (مواليد 11 مايو (2003) هو لاعب كرة قدم إسباني يلعب كلاعب وسط ميدان لنادي برشلونة الاسباني.

## مسيرة اللاعب

### بداية مسيرته
بدأ فيرمين لوبيز لعب كرة القدم مع ناديه المحلي إل كامبيو، ثم انتقل إلى نادي ريكرياتيفو هويلفا قبل أن ينتقل إلى ريال بيتيس في عام 2012. في صيف عام 2016، انتقل إلى أكاديمية الشباب في برشلونة.

### برشلونة

#### 2022–23 موسم: إعارة إلى ليناريس
في 19 أغسطس 2022، وقع عقدًا احترافيا مع برشلونة أتليتيك لمدة عامين حتى عام 2024، وانتقل فوراً بالإعارة إلى ليناريس ديبورتيفو في الدوري الإسباني الدرجة الثانية موسم 2022–23. ظهر لأول مرة في الفريق الأول بعد تسعة أيام، حيث بدأ كأساسي في مباراة فاز فيها الفريق بنتيجة 2-0 على أرضهم ضد نادي ميريدا. سجل لوبيز هدفه الأول مع الفريق الأول في 30 أكتوبر 2022، في مباراة خارج أرضهم ضد نادي رايو ماخاداهوندا، والتي انتهت بالفوز بنتيجة 2-1. أنهى الموسم برصيد 12 هدفًا في 40 مباراة، حيث كان لاعبًا أساسيًا بلا منازع في لينارس.

#### موسم 2023–24: الظهور الأول مع الفريق
بعد أن قدم أداءً قويًا في التدريبات مع برشلونة قبل بداية الموسم، تم استدعاؤه إلى تشكيلة الفريق الاول في المباريات التحضيريه في يوليو 2023. حصل على شهرة دولية بعد ان قدم أداء قوي لبرشلونة في مباراة ودية فاز فيها برشلونة 3-0 على غريمهم ريال مدريد في 29 يوليو 2023. بعد المباراة، أكد تشافي أن فيرمين سيبقى مع الفريق الأول لموسم 2023-24.في 27 أغسطس 2023، شارك لوبيز في أول مباراة له في الدوري الإسباني مع برشلونة انتهت المباراة بالفوز بنتيجة 4-3 خارج ملعبهم على نادي فياريال.بعد يومين، وقع عقدًا جديدًا مع النادي حتى 30 يونيو 2027، بشرط جزائي قيمته 400 مليون يورو.في 10 سبتمبر، شارك فيرمين في أول مباراة رسمية له مع برشلونة أتلتيك بعد حصوله على إذن من تشافي للعب معهم. تم طرده بعد تلقيه بطاقة صفراء ثانية في مباراة خسر بها الفريق بنتيجة 1-0 خارج الأرض أمام نادي خيمناستيك طركونه.عاد لوبيز إلى التشكيلة الأساسية للفريق الأول وشارك في مباراته الأولى في دوري أبطال أوروبا في 19 سبتمبر، حيث دخل بديلاً لـ جافي في الدقيقة 58 في مباراة فاز فيها الفريق5-0 على نادي رويال أنتويرب على الارض في دور المجموعات. بعد أسبوع، في مباراة خارج الأرض ضد نادي مايوركا، سجل لوبيز هدفه الأول لبرشلونة وأول هدف له في الدوري الإسباني: بعد دخوله كبديل في الدقيقة64 بينما كانت برشلونة متأخره بنتيجه
2-1، سجل هدف التعادل في الدقيقة75، لينتهي اللقاء بالتعادل2-2.

## أسلوب اللعب
فيرمين لاعب خط وسط نشط يلعب بقدمه اليمنى، ولديه القدرة على اللعب في مركز خط الوسط المهاجم وكذلك في مركز الجناح.يتمتع بكفاءة فنية عالية، لديه قدرة رائعة على التحرك بدون الكرة. بارع في استغلال المساحات، يتمتع بإنتاجية عالية في تسجيل الأهداف وصنع التمريرات الحاسمة.